# Mesrop Mashtots
Mashropots Mesrop liên_kết=| Về âm thanh này listenⓘ (tiếng Armenia: Մեսրոպ Մաշտոց Mesrop Maštoc'; Đông Armenia: [mɛsˈɾop maʃˈtotsʰ]; Tây Armenia: [mɛsˈɾob maʃˈdotsʰ]; tiếng Latinh: Mesrobes Mastosius; 362 – 17 tháng 2 năm 440), còn được gọi là Mesrob the Vartabed, là một nhà ngôn ngữ học, nhà soạn nhạc, nhà thần học, nhà chính trị và nhà thánh ca học người Armenia thời trung cổ. Ông nổi tiếng với việc phát minh ra bảng chữ cái tiếng Armenia k. 405  SCN, đó là một bước cơ bản để củng cố bản sắc dân tộc Armenia. Ông cũng là người tạo ra bảng chữ cái tiếng Albania và Gruzia, theo một số học giả và các nguồn gốc Armenia đương thời.

## Tiểu sử

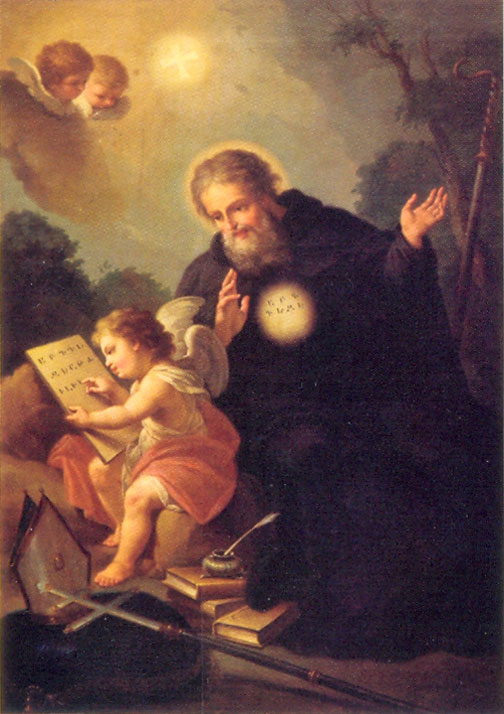
Mesrop Mashtots tạo ra bảng chữ cái tiếng Armenia, tranh của Francesco Maggiotto (1750-1805).

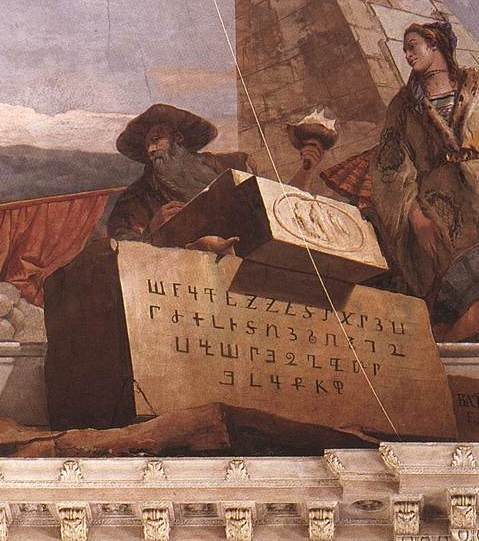
Mesrop Mashtots, của họa sĩ người Venice, Jac Battista Tiepolo (1696-1770). Fresco tại cư dân Wurzburg ở Bavaria.

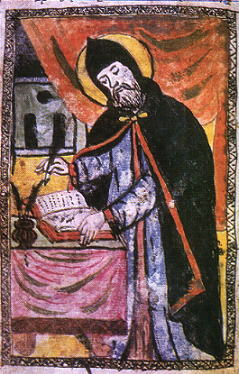
Tranh vẽ Mesrop Mashtots từ một bản thảo tiếng Armenia năm 1776

Mesrop Mashtots sinh ra trong một gia đình quý tộc ("gia đình một azat " theo Anania Shirakatsi) trong khu định cư của Hatsekats ở Taron  (được xác định là làng Hac'ik ở đồng bằng Mush), và chết ở Vagharshapat. Anh là con trai của một người đàn ông tên Vardan. Koryun, học trò và nhà viết tiểu sử của anh, nói với chúng tôi rằng Mashtots (trong tác phẩm của mình, anh không đề cập đến cái tên Mesrop) đã nhận được một nền giáo dục tốt, và thông thạo tiếng Hy Lạp và tiếng Ba Tư. Nhờ lòng mộ đạo và ham học tập của mình, Mesrop đã được bổ nhiệm làm thư ký cho Vua Khosrov IV. Nhiệm vụ của ông là viết các sắc lệnh bằng chữ Hy Lạp và tiếng Ba Tư và sắc lệnh của vị vua này.
Rời khỏi tòa án để phục vụ Chúa, ông nhận chức thánh và rút lui về một tu viện với một vài người bạn đồng hành được chọn. Ở đó, Mesrop Mashtots thực hành khổ hạnh lớn, chịu đựng đói khát, lạnh và nghèo. Ông ăn rau, mặc áo sơ mi tóc, ngủ trên đất và thường dành cả đêm để cầu nguyện và nghiên cứu Kinh thánh. Mesrop Mashtots sống cuộc sống này liên tục trong vài năm.
Armenia, từ lâu đã là chiến trường của người La Mã và Ba Tư, sau đó đã mất độc lập vào năm 387, và bị chia cắt giữa Đế quốc Byzantine và Ba Tư, khoảng bốn phần năm lãnh thổ được trao cho Ba Tư. Tây Armenia được cai trị bởi các tướng lĩnh Byzantine, trong khi một vị vua Armenia cai trị, nhưng chỉ là phong kiến, đối với Armenia Ba Tư. Giáo hội bị ảnh hưởng tự nhiên bởi những thay đổi chính trị bạo lực này, mặc dù sự mất độc lập dân sự và sự phân chia đất đai không thể phá hủy tổ chức hoặc khuất phục được tinh thần của quốc gia này. Sự khủng bố chỉ đẩy nó vào hoạt động lớn hơn và có tác dụng đưa các giáo sĩ, quý tộc và những người bình thường đến gần nhau hơn. Các sự kiện chính của thời kỳ này là phát minh ra bảng chữ cái tiếng Armenia, sửa đổi phụng vụ, tạo ra một nền văn học giáo hội và quốc gia, và điều chỉnh các quan hệ thứ bậc. Ba người đàn ông có liên quan nổi bật với công việc này: Mesrop, Patriarch Isaac và King Vramshapuh, người kế vị anh trai Khosrov IV vào năm 389. Năm 394, với sự giúp đỡ của phước lành của lãnh tụ Công giáo Armenia, Sahak Partev, Mesrop đã thực hiện sứ mệnh truyền bá thông điệp của Thiên Chúa cho người ngoại giáo hoặc bán ngoại giáo.